# Тимашов, Денис Владимирович
Денис Владимирович Тимашов — гвардии младший сержант Вооружённых Сил Российской Федерации, участник антитеррористических операций в период Второй чеченской войны, погиб при исполнении служебных обязанностей во время боя 6-й роты 104-го гвардейского воздушно-десантного полка у высоты 776 в Шатойском районе Чечни.

## Биография

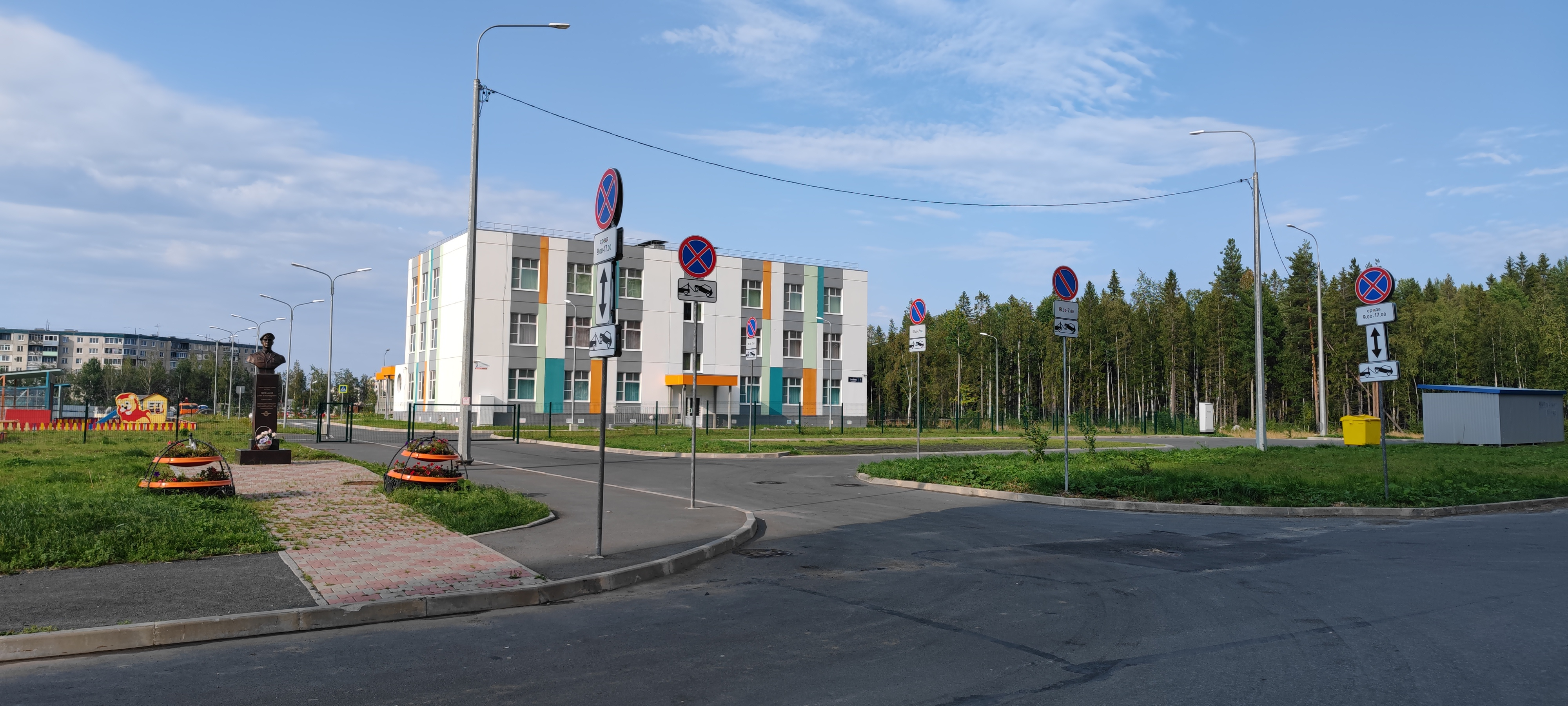
Бюст Тимашова в Петрозаводске, ул. Энтузиастов 2

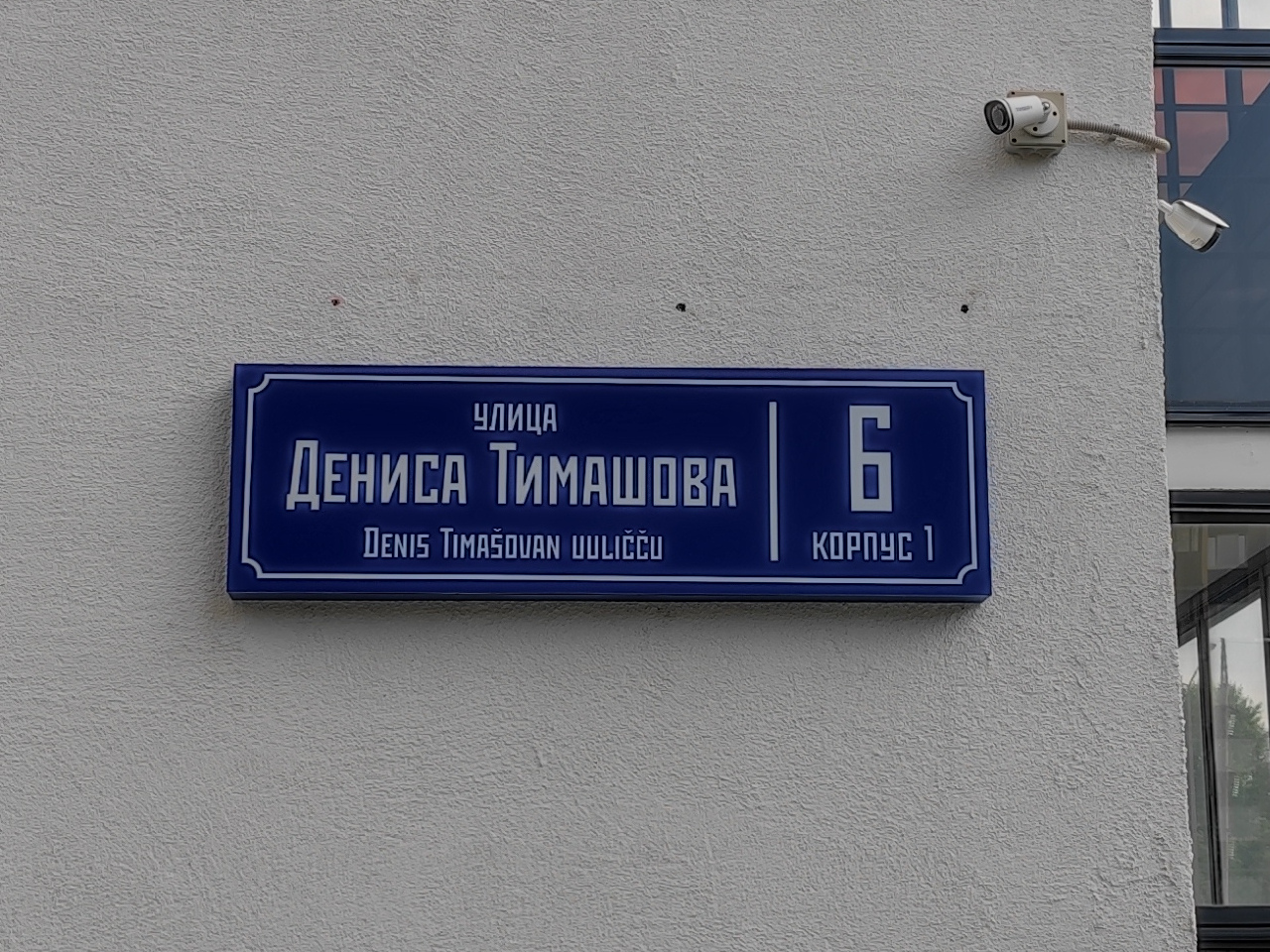
Адресная табличка на улице, названной в честь Тимашова

Денис Владимирович Тимашов родился 2 июля 1980 года в совхозе «Коллективизатор» Жиздринского района Калужской области. Детство провёл в Республике Карелии, где окончил среднюю школу в деревне Рауталахти Харлуского сельского поселения Питкярантского района и поступил в Сортавальский техникум (ныне — Сортавальский колледж). Завершив обучение, работал в зверосовхозе «Ладожский» в деревне Рауталахти. 20 ноября 1998 года Тимашов был призван на службу в Вооружённые Силы Российской Федерации Питкярантским городским военным комиссариатом Республики Карелии. Получил военную специальность командира боевой машины, после чего был направлен для дальнейшего прохождения службы в 6-ю роту 104-го гвардейского воздушно-десантного полка.
С началом Второй чеченской войны в составе своего подразделения гвардии младший сержант Денис Тимашов был направлен в Чеченскую Республику. Принимал активное участие в боевых операциях. С конца февраля 2000 года его рота дислоцировалась в районе населённого пункта Улус-Керт Шатойского района Чечни, на высоте под кодовым обозначение 776, расположенной около Аргунского ущелья. 29 февраля — 1 марта 2000 года десантники приняли здесь бой против многократно превосходящих сил сепаратистов — против всего 90 военнослужащих федеральных войск, по разным оценкам, действовало от 700 до 2500 боевиков, прорывавшихся из окружения после битвы за райцентр — город Шатой. Вместе со всеми своими товарищами он отражал ожесточённые атаки боевиков Хаттаба и Шамиля Басаева, не дав им прорвать занимаемые ротой рубежи. В том бою гвардии младший сержант Денис Владимирович Тимашов вёл непрерывный огонь по противнику, пытавшемуся прорваться через позиции роты. Даже получив ранение, он продолжал сражаться, пока не был убит. В том бою погибли также ещё 83 его сослуживца.
Похоронен на кладбище посёлка Ляскеля Питкярантского района Карелии.
Указом Президента Российской Федерации гвардии младший сержант Денис Владимирович Тимашов посмертно был удостоен ордена Мужества.

## Память
- В честь Дениса Тимашова названа улица в городе Петрозаводске[3].
- Бюст Тимашова установлен в Петрозаводске[4].
- Мемориальная доска в память о Тимашове установлена на здании Рауталахтской средней школы Питкярантского района Карелии, которую он когда-то оканчивал[5].